# Dracula (sèrie de televisió de 2020)
Dracula és una sèrie de televisió creada per Mark Gatiss i Steven Moffat, basada en la novel·la homònima de Bram Stoker. Es va estrenar a la BBC One i a Netflix el dia u de gener de 2020. La sèrie consta de tres episodis. Claes Bang protagonitza la sèrie com a Comte Dràcula.

## Argument
La sèrie segueix els passos de Dràcula des dels seus orígens a l'Europa Oriental fins més enllà de les batalles amb els descendents d'Abraham Van Helsing. La descripció de Netflix diu: "La llegenda del comte Dràcula es transforma amb noves històries que expliquen els crims sanguinaris del vampir i fan aflorar la seva vulnerabilitat".

## Repartiment
- Claes Bang com a Comte Dràcula[4]
- Dolly Wells com a Germana Agatha Van Helsing / Dr Zoe Van Helsing[5]
- John Heffernan com a Jonathan Harker[5]

## Episodis
| Núm. | Títol                  | Direcció       | Guió                        | Data d'emissió       | Espectadors al Regne Unit (milions) |
| ---- | ---------------------- | -------------- | --------------------------- | -------------------- | ----------------------------------- |
| 1    | The Rules of the Beast | Jonny Campbell | Mark Gatiss i Steven Moffat | 1r de gener del 2020 | 6,99                                |
| 2    | Blood Vessel           | Damon Thomas   | Mark Gatiss i Steven Moffat | 2 de gener del 2020  | 5,58                                |
| 3    | The Dark Compass       | Paul McGuigan  | Mark Gatiss i Steven Moffat | 3 de gener del 2020  | 5,22                                |